# Macomer
Macomer település Olaszországban, Szardínia régióban, Nuoro megyében. Lakosainak száma 9334 fő (2023. január 1.). Macomer Birori, Bonorva, Borore, Bortigali, Semestene, Bolotana, Scano di Montiferro és Sindia községekkel határos.

## Népesség
A település lakossága az elmúlt években az alábbi módon változott:
| Lakosok száma | 10 120 | 10 019 | 9334 |
|               | 2017   | 2018   | 2023 |